# C. A. Jahreis
C. A. Jahreis war eine Fabrik mechanischer Stickereien in Hohenems, Vorarlberg.

## Geschichte
Diese Fabrik wurde am 1. Juli 1884 unter der Firma Jahreis & Maurer in Hohenems begründet, als deren Teilhaber August Jahreis und Caspar Maurer eintraten. Die Gesellschaft betrieb im Anfang hauptsächlich Lohnstickerei auf mechanischem Plattstichmaschinen, welche Erzeugnisse nach der Schweiz exportiert wurden, begann aber frühzeitig für das Inland zu arbeiten und gründete im Jahre 1887 eine Niederlassung in St. Louis in Nordamerika. Bei der Landesausstellung in Bregenz im selben Jahr wurden die Erzeugnisse der Firma mit der großen silbernen Staatsmedaille prämiert. Am 1. Juli 1894 trat Caspar Maurer aus der Firma aus, die nun als C. A. Jahreis, mit August Jahreis als alleinigem Inhaber, weitergeführt wurde.
Seit dieser Zeit hatte sich die Firma hauptsächlich der Spezialitätenstickerei zugewandt, das amerikanische Geschäft liquidiert und arbeitete ausschließlich für den europäischen Kontinent, hauptsächlich für das Inland. Das Geschäft erlebte Ende des 19. Jahrhunderts einen lebhaften Aufschwung, trotz der Misère der Stickereiindustrie zu dem Zeitpunkt, auf Grund der Qualitätsartikel der Firma, die von den Schwankungen der Marktlage gar nicht oder nur wenig berührt waren. Das Unternehmen hatte sich mit Erfolg bemüht, in langjähriger Arbeit einen leistungsfähigen Arbeiterstamm heranzubilden, und war um 1900 in der Lage, ihren Arbeitern auf Spezialartikel bis 30 % höhere Löhne, als allgemein gegeben wurden, zu zahlen.
Das Unternehmen wurde zum k.u.k. Hoflieferanten ernannt.